# Arboretum Marcel Kroenlein
L'arboretum Marcel Kroenlein de Roure est le premier et le seul arboretum d'altitude d'Europe. Il est situé sur la commune de Roure, (Alpes-Maritimes, France) sur quinze hectares de terrains communaux entre 1 280 et 1 700 m d'altitude, en lisière du Parc national du Mercantour.
Le site présente une grande variété de végétation, et notamment d'arbre du monde entier vivant dans l'étage montagnard.
 
Des arbres de haute montagne côtoient une flore de basse altitude. L’arboretum, situé à l’adret, bénéficie à la fois des influences méditerranéennes et alpines. Le relief et l’ouverture du site vers le midi créent un microclimat qui permet d’introduire des espèces plus exotiques et de rassembler les arbres des montagnes du monde.

On y trouve des collections de conifères, de joubarbes, d'érables, de genévriers et de rosiers.
L'arboretum Marcel Kroenlein est ouvert au public et se visite toute l'année. Il est labellisé « Jardin remarquable ».

## Historique
En 1987, Madame Michèle Ramin, future présidente, rencontre Marcel Kroenlein, à l'époque directeur du jardin exotique de Monaco. Elle lui fait part de son désir de mettre en valeur les richesses naturelles de la région. Le botaniste lui suggère alors de créer un arboretum. En 1988, les premiers arbres sont plantés.  
En 1989, des artistes de renom : Ben, Cesar, Arman, soutiennent l'Arboretum. Ils seront suivis de beaucoup d'autres.
En 2003, Michèle Ramin, présidente de l'Arboretum, invite les artistes du groupe No-made à poursuivre leurs recherches sur le site l'arboretum.
 
Depuis cette date, chaque année, au début du mois d'octobre, un "petit déjeuner sous les mélèzes" réunit amoureux de l'arbre et amoureux de l'art, à la découverte à la fois des propositions des artistes et de l'évolution de l'arboretum.

## Rôles
L’arboretum Marcel Kroenlein a pour vocation de rassembler les feuillus et les conifères des Alpes et d'autres montagnes du monde, une collection d'érables d'altitude, le patrimoine des rosiers sauvages des Alpes maritimes. Il a aussi pour mission de préserver la flore spontanée  des Alpes-Maritimes.

### Les arbres
Deux essences spontanées prédominent sur l'Arboretum : le pin sylvestre et le mélèze d'Europe.

Depuis les premières plantations en 1988, ce sont plus de 300 essences qui ont été introduites sur le site de l’Arboretum. 

Pins, dont deux spécimens de l'arbre fossile appelé pin de Wollemi (à ce jour, septembre 2012, un seul a su résister aux aléas de la concurrence, du climat et de la nature du sol) et quelques exemplaires de Pinus culminicola des hautes montagnes du Mexique, sapins, mélèzes, cèdres, épicéas et douglas représentent largement la famille des Abiétacées ou Pinacées. 

Nombre de feuillus sont aussi présents dans ce musée vivant de l’arbre : érables d'Asie, d'Amérique et d'Europe, chêne rouge d’Amérique, frênes, noyers, prunus, ginkgo, etc.
On déplore malheureusement, ces dernières années, une recrudescence des dégâts occasionnés par les chevreuils. Ces petits cervidés, artificiellement introduits et maintenus en nombre trop important dans un environnement peu fait pour eux, s'en prennent aux rameaux et surtout à l'écorce des jeunes arbres, compromettant ainsi des années et des années de patients efforts.

### Recherche scientifique
Depuis juin 1998, l’arboretum d’altitude de Roure s’est doté d’un Comité scientifique pluridisciplinaire composé de 12 membres auxquels sont associés 6 conseillers scientifiques.

Ce Comité scientifique regroupe des personnalités d’horizons très divers et de compétences multiples ; plusieurs grands organismes nationaux d’enseignement supérieur, de recherche et de gestion du patrimoine naturel sont représentés (Centre national de la recherche scientifique du génie rural, Office national des forêts, Parc national du Mercantour).
L'Arboretum bénéficie du label de l'Université Aix-Marseille III, du Rectorat des Alpes-Maritimes et des "Jardins Remarquables" de France.

### Conservatoire
Conservatoire et Institut méditerranéo-alpin de botanique et d'écologie sont gérés par le président Henri Sandoz, docteur d'État ès sciences, phytoécologue et son comité scientifique.

## L'Art et l'Arbre

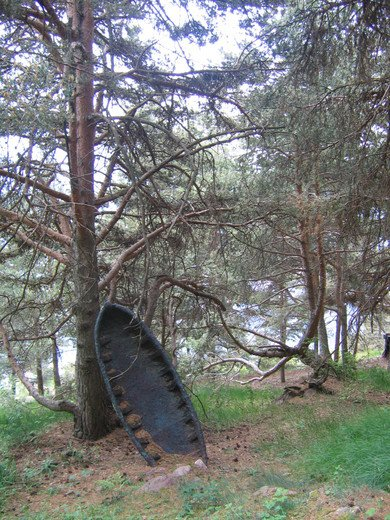

Depuis son origine l'arboretum de Roure est lié à l'art.
Une collection de cartes postales signées des plus grands noms, éditées en tirage limité, est disponible à la vente, ainsi qu'un timbre émis par la Principauté de Monaco, évoquant les étages de végétation des Alpes maritimes.
Denis Gibelin est, d'autre part, le concepteur du mouvement "No-Made". Ce collectif de plasticiens œuvre en deux points remarquables du Sud de la France : Cap d'Ail, à la villa Roc Fleuri, et Roure, sur l'Arboretum Marcel Kroenlein, le seul arboretum d'altitude en Europe à être de la sorte lié à l'art.
Cette double implantation du mouvement relie ainsi la mer et la montagne, transportant ses adhérents et leurs admirateurs des sentiers douaniers du bord de mer aux sentiers muletiers du haut pays.
L'Arboretum de Roure est véritablement devenu le camp de base de ces artistes qui confient des mois durant leurs œuvres à la nature pour qu'à son tour elle les re-sculpte, aidée du vent, du soleil, de la pluie, de la grêle, de la neige, etc. Cette démarche expérimentale est unique et propre au site de l'Arboretum.
Vernissage chaque premier dimanche d'octobre. Après Ben Vautier, Ernest Pignon-Ernest, Jean-Michel Folon, Valerio Adami, l'ambassadeur 2007 est Ousmane Sow.

### Sources
1. ↑  Gilbert Ramin, « Jardins remarquables », paca.culture.gouv.fr, 2010 (consulté le 6 juin 2013)